# جان بالدوین (بوکسور)
جان بالدوین (انگلیسی: John Baldwin؛ زادهٔ ۲۶ اوت ۱۹۴۹) بوکسور اهل ایالات متحده آمریکا است.